# 多爾峰
多爾峰（英語：Doll Peak）是南極洲的山峰，位於奧次地，屬於不列顛嶺中拉文斯山脈的一部分，海拔高度2,130米，該山峰現時由南極條約體系管理。